# Bār Kūh
Bār Kūh (persiska: بار کوه, Bar-e Kūh) är en ort i Iran.   Den ligger i provinsen Khorasan, i den östra delen av landet, 800 km öster om huvudstaden Teheran. Bār Kūh ligger 1 890 meter över havet och antalet invånare är 185.
Terrängen runt Bār Kūh är platt norrut, men söderut är den kuperad. Runt Bār Kūh är det glesbefolkat, med 11 invånare per kvadratkilometer. Närmaste större samhälle är Sarbīsheh, 13,8 km öster om Bār Kūh. Trakten runt Bār Kūh är ofruktbar med lite eller ingen växtlighet.